# Tia (nimfa)
Tia (en grec antic Θυία), va ser, segons la mitologia grega, una nimfa del país de Delfos, filla del déu-riu Cefís, o de l'heroi Castali, fill de Castàlia, un dels primers habitants de Delfos.
Va ser estimada per Apol·lo, que li va donar un fill, Delfos, epònim de la ciutat. Tia va ser la primera que va celebrar el culte a Dionís sota el mont Parnàs, i recordant aquest fet, es deia que les Mènades de vegades portaven el nom de Tíades. Una tradició recull que també va ser estimada per Posidó.
Una llegenda explicava que aquesta heroïna era filla de Deucalió, i que havia tingut amb Zeus dos fills, Magnes i Macèdon, epònims de les regions de Magnèsia, a Tessàlia, i de Macedònia.